# 英賀神社
英賀神社（あがじんじゃ）は、兵庫県姫路市飾磨区にある神社。国史見在社で、旧社格は県社。

## 祭神
- 英賀津彦神
- 英賀津姫神
- 菅原道真
- 誉田別天皇（応神天皇）
- 天兒屋根命（春日大社本神）

## 歴史
- 『播磨国風土記』の餝磨郡英賀里に「伊和大神の子、阿賀比古と阿賀比売の二神」と記載があり、奈良時代以前の創建であると考えられる。英賀の地名はこの2柱の神に因んだもので、英賀は伊和族（播磨国一宮伊和神社（宍粟市一宮町）の伊和大神を祀る氏族）の平野部での一拠点だったようである。
- 六国史の一つ『日本三代実録』にその名が見える。「陽成天皇　元慶5年（881年）5月5日　播磨国正六位上英賀彦神、英賀姫神並授、従五位下」とある。
- 嘉吉3年（1443年）、菅原道真公・誉田別天皇・天兒屋根命を合祀。この頃は英賀天満宮と称した。

## 例祭
- 正月祭　 1月1日
- とんど祭　1月15日
- 恵美須祭　2月11日
- 厄除祭　　2月19日
- 輪抜け祭　　6月30日
- 夏祭り　　7月24日
- 秋季例大祭　　10月17日（宵宮）、18日（本宮）

## 秋季例大祭
10月17日、18日に行われ、17地区から16台の屋台、2頭の獅子が出る。
- 梯子獅子・拝殿練りで有名。
- 英賀獅子、高町獅子

- 大屋台:中浜・山崎・英賀保駅前・英賀西・英賀東・宮西・宮東・附城・英賀清水・春日若倉・西浜・矢倉東・矢倉西・城南・富士見ヶ丘

練り合わせ
- 10月17日英賀保駅前にて8町（山崎、駅前、附城、春日若倉、矢倉東、富士見ヶ丘、春日、城南)
- 10月17日英賀神社にて8町練り（中浜・英賀西・英賀東・宮西・宮東・英賀清水・矢倉西・西浜）
- 10月18日英賀東の道路にて4町練り（中浜、英賀東、英賀清水、西浜、）
- 10月18日宮出前の練り合わせ

## 文化財
重要文化財（国指定）
- 梵鐘
鐘身に陽鋳の銘文があり、正中2年（1325年）、熊野新宮にあった「熊野山新宮権輿大雄禅寺」の鐘として造られたものであることがわかる[1]。鐘は南北朝時代の戦乱の際、熊野水軍の陣鐘とされ、海に沈んでしまったが、後に引き上げられ、英賀神社に奉納されたという。

その他
- 天神縁起絵巻明徳本　兵庫県指定有形文化財
- 天神縁起絵巻永正本　兵庫県指定有形文化財
- 英城記

## 交通
- 山陽本線（JR西日本）英賀保駅下車
- 夢前川駅（山陽電気鉄道網干線）下車